# Birkás Lilian
Birkás Lilian (Hübner Lilianna, Prága, 1916. február 5. – Budapest, 2007. február 2.) magyar opera-énekesnő (szoprán).

## Életútja
Hübner Ede hajóskapitány és Hartmann Karolin leányaként született. Tanulmányait a Zeneakadémián végezte 1944-ben Walter Margit tanítványaként. Még ugyanebben az esztendőben az Operaház szerződtette, amelynek tagja maradt 1975-ig. Pályája kezdetén mezzoszoprán szerepeket énekelt, később áttért a lírai-drámai szoprán szerepkörre. A Magyar Rádió számos felvételén működött közre. Európa számos operaházában énekelt.

## Családja
Első férjétől, ifj. Birkás Géza jogásztól (†1961) született első két fia: Birkás Balázs szinkrontolmács, külkereskedő-gazdálkodó (1939–) és Birkás Ákos festőművész (1941–2018); második férjétől, Nádasdy Kálmán operarendező-igazgatótól 1947-ben született harmadik fia, Nádasdy Ádám nyelvész, műfordító, egyetemi oktató.

## Díjai
- Liszt Ferenc-díj (1960)
- Érdemes művész (1967)

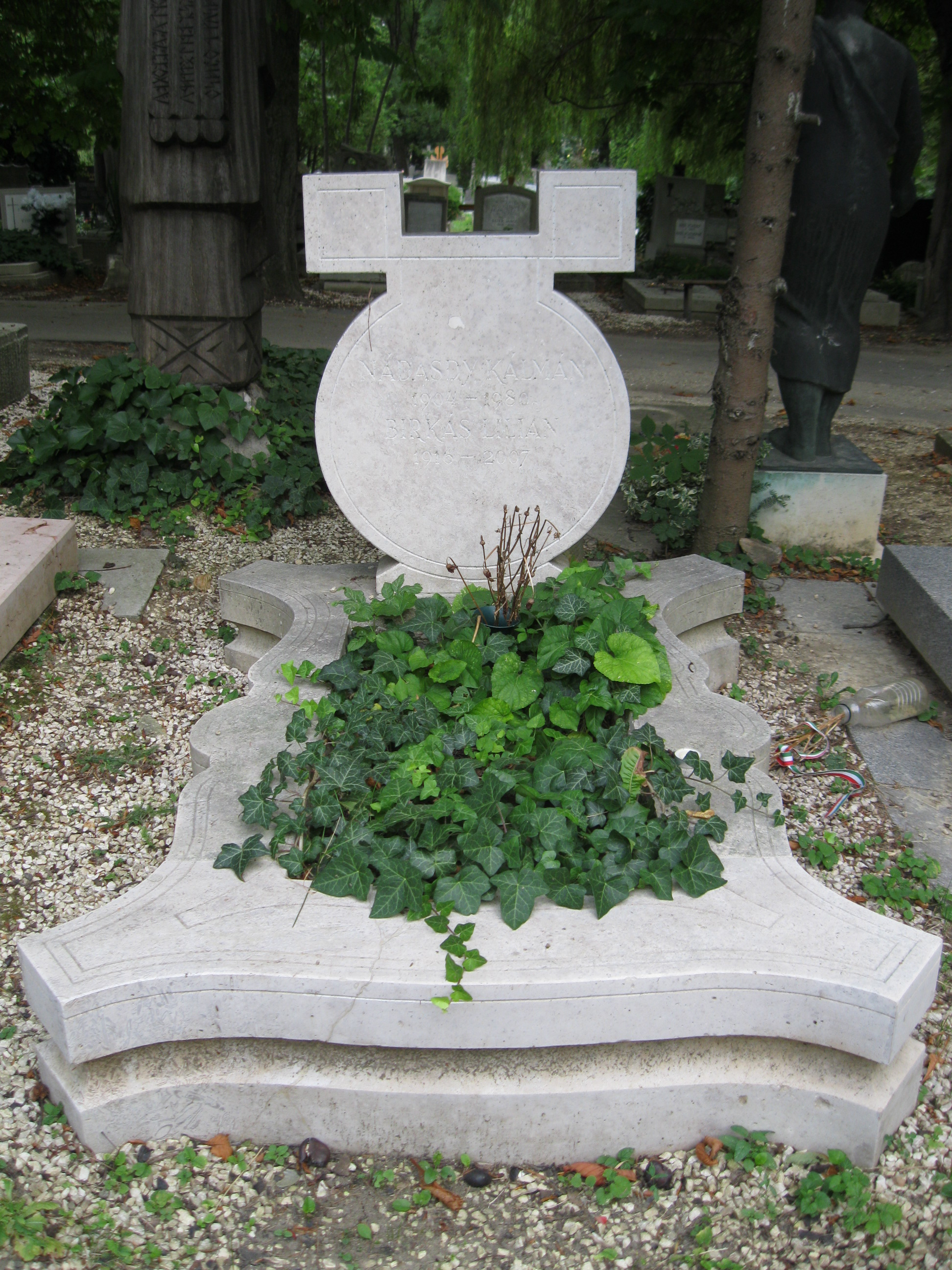
Birkás Lilian és Nádasdy Kálmán sírja a Farkasréti temetőben (25/I-1-53). Alkotó: Melocco Miklós, 1980

- A Magyar Köztársasági Érdemrend lovagkeresztje (2001)

## Főbb szerepei
- Berg: Wozzeck – Marie
- Britten: Peter Grimes – Ellen Ormond
- Pjotr Iljics Csajkovszkij: Anyegin – Tatjána
- Kodály Zoltán: Háry János – Császárné
- Mozart: Figaro házassága – Cherubino
- Puccini: Tosca – Tosca
- Puccini: Pillangókisasszony – Cso-cso szán
- Strauss: A rózsalovag – Octavian
- Strauss: Salome – Salome